# Модърн Токинг
„Модърн Токинг“ (на английски: Modern Talking – „Модерен (съвременен) разговор“) е поп група от Хамбург, Федерална република Германия.

## История
Създадена е от Дитер Болен – продуцент и автор на песни, и Томас Андерс – певец, през 1983 година.
Двамата се запознават благодарение на звукозаписната компания „Hansa“. През 1982 година Дитер Болен прави немски вариант на прочутата тогава песен на F.R. David „Pick Up The Phone“ и търси подходящ човек, който да изпълни песента. От „Hansa“ му се обаждат, че при тях има един млад певец, който си няма продуцент. Когато Болен прослушва младия Андерс е възхитен от неговия кадифен глас и признава, че дотогава не е срещал подобен. В периода 1983 – 1984 година двамата заедно издават 5 сингъла на немски език, най-успешният от които е „Wovon Träumst du Denn“ (1983), която веднага попада в немския хит – парад и е продадена в 30 000 копия. Постепенно обаче Дитер осъзнава, че международно признание може да се постигне само, ако пише песни на английски език.
През август 1984 година Дитер Болен е на почивка на Канарските острови и там написва прочутия си хит „You're My Heart, You're My Soul“. През октомври същата година песента е записана в дует с Томас Андерс. Първоначално сингълът не получава дължимата оценка от слушателите, но след представянето ѝ в телевизионната програма „Formel Eins“ на 17 януари 1985 година дуетът става популярен. Сингълът е продаден в над 8 милиона копия и стои 6 седмици на върха в немския чарт и е в класациите на още 35 държави. След първия им международен хит идва втори – „You Can Win If You Want“ – отново на първо място. По същото време е пуснат и първият албум, който има огромен успех. На известното телевизонно „Peter’s Pop Show“ през септември 1985 година дуетът получава 75 златни и платинени плочи. „Modern Talking“ придобиват статус на супер-поп-група и цяла армия от предани фенове по цяла Европа. Първият албум е продаден в огромни тиражи. Следват още 4 безапелационни хита – „Cheri Cheri Lady“, „Brother Louie“, „Atlantis Is Calling/S.O.S. For Love/“ и „Geronimo's Cadillac“.
Стилът на тяхната музика „eurodisco“ – характерен с приятните си леснозапомнящи се мелодии и лирически текстове, им носи небивал успех в целия свят. Въпреки че критиката се отнася неблагосклонно към тях, само за 3 години, от 1984 до 1987 година, „Modern Talking“ издават 6 албума и успяват да продадат над 60 милиона плочи по цял свят. В края на 1986 година настъпва криза в дуета. Съпругата на Томас Андерс, Нора, започва да се меси в творческия процес и в работата на продуцента Дитер Болен. Това усложнява отношенията им с Томас и през есента на 1987 година двамата се разделят. Томас Андерс започва солова кариера и заминава за САЩ, а Дитер Болен основава собствена група, наречена „Blue System“. Въпреки че двамата са достатъчно популярни, нито единият от тях не повтаря успеха когато са били заедно в „Modern Talking“.
През март 1998 година в музикалното пространство се появява нова версия на „You're My Heart, You're My Soul“, но тъй като и преди това Дитер Болен е пускал компилации на дуета, никой не вярва и не подозира, че „Модърн Токинг“ имат намерение да се завърнат на сцената. Когато през май 1998 година в едно телевизионно шоу Дитер Болен и Томас се появяват и обявяват, че „Modern Talking“ е възроден, светът е хвърлен в шок. „You're My Heart, You're My Soul“ достига 2-ро място в немската класация и 1-во в няколко други страни, а „Modern Talking“ стават летен хит. Издаден е сборникът „Back For Good“, в който са включени танцувални ремикси на старите хитове и 4 нови хита. По резултат това е най-продаваният албум на групата – 26 милиона копия. Следват още 5 години и 6 албума, които излизат под марката „Modern Talking“, 4 от които стават платинени.
На 7 юни 2003 година Дитер Болен съобщава на концерта в Рощок пред 24 000 зрители, съвършено неочаквано и за звукозаписната компания, че с „Modern Talking“ е свършено. Официалната версия е, че Томас, без знанието на Дитер, заминал за САЩ да концертира. Прощалният концерт на групата е на 21 юни 2003 година в Берлин.
Крайният резултат: издадени 13 албума, 9 от които стават платинени. Продажбите са над 120 милиона копия по цял свят, което ги превръща в най-продаваната немска поп-група. 15 техни песни достигат №1 в световните класации. (За сравнение Майкъл Джексън има 17 песни №1). Техните релийзи достигат върховете на класациите в над 50 страни. В САЩ „Modern Talking“ продават 1,5 милиона копия от своите песни. Въпреки че в САЩ не попадат в челните места на класациите, списание Билборд неведнъж публикува статии за тях. Компилацията, издадена през 2010 година „25 Years Of Disco-Pop“, попада в класациите на Германия, Полша и Австрия, което е своевременно доказателство, че 7 години след тяхното разпадане Модърн Токинг са все още популярни. 
През 2011 г. „Сони мюзик“ преиздава първите им пет албума (1985 – 1987 г.) в компилацията Original Album Classics.

## Дискография

### Студийни албуми
- 1985 – The First Album
- 1985 – Let’s Talk About Love
- 1986 – Ready For Romance
- 1986 – In The Middle Of Nowhere
- 1987 – Romantic Warriors
- 1987 – In The Garden Of Venus
- 1998 – Back For Good
- 1999 – Alone
- 2000 – Year of the Dragon
- 2001 – America
- 2002 – Victory
- 2003 – Universe

### Компилации
- 1986 – Ready For Romance
- 1987 – Romantic Dreams
- 1987 – The Compact Collection
- 1988 – You're My Heart, You're My Soul
- 1988 – The Modern Talking Story
- 1988 – Best of Modern Talking
- 1988 – Greatest Hits Mix
- 1989 – Golden Stars
- 1991 – The Collection
- 1991 – You Can Win If You Want (Star Collection)
- 1992 – The Very Best Of Modern Talking
- 1994 – You Can Win If You Want
- 1996 – Grandes Exitos
- 1997 – Modern Talking
- 1999 – Greatest hits Mix
- 1999 – You're My Heart, You're My Soul
- 2001 – The Very Best Of Modern Talking
- 2001 – Selected Singles '85-'98 (10 CD, макси сингъл)
- 2002 – Les Indispensables
- 2002 – We Still Have Dreams – The Greatest Love Ballads of Modern Talking
- 2002 – The Golden Years (3 CD)
- 2003 – The Greatest Hits of Modern Talking
- 2003 – The Final Album
- 2005 – Best Of The Best (4 CD)
- 2005 – The Best Of
- 2005 – Remixes
- 2006 – Les Indispensables
- 2006 – Die Grossen Erfolge 1999 - 2003 - Folge 2
- 2007 – The Hits (2 CD)
- 2007 – Remix Album
- 2007 – Remixes • 2
- 2007 – The Super Best Hits
- 2008 – All the Best: The Definitive Collection (box set) (3 CD)
- 2008 – Hit Collection
- 2008 – 2 In 1 Modern Talking
- 2009 – Hits Intemporels
- 2009 – Flashback - I Grande Successi Originali (2 CD)
- 2009 – Greatest Hits
- 2009 – The Golden Years (3 CD)
- 2010 – 25 Years of Disco-Pop (2 CD)
- 2010 – The 80s Hit Box (3 CD)
- 2010 – Heart And Soul
- 2011 – The Very Best Of Modern Talking (2 CD)
- 2011 – Peace on Earth (Winter in My Heart)
- 2011 – Original Album Classics (5 CD)
- 2011 – 14 Great Hits
- 2014 – 30
- 2014 – No.1 Edition Formel Eins
- 2014 – 30 Years Of Modern Talking (Das Neue Best Of Album)
- 2015 – 30 - The Original Album Versions 1985 (The First Album + The Second Album) (3 CD)
- 2015 – Special Hit Edition (2 CD)
- 2016 – Die Erfolgreichsten Hits
- 2017 – Ready For The Mix
- 2017 – Die Mega Hits (3 CD)
- 2019 – Maxi and Singles Collection (3 CD, Dieter Bohlen Edition)
- 2020 – Die Grosse Hit-Edition (10 CD, макси сингъл)
- 2023 – Golden Melodies (LP, Хонконг)

### Сингли
- 1984 – You’re my heart, you’re my soul
- 1985 – You Can Win If You Want
- 1985 – Cheri, Cheri Lady
- 1986 – Brother Louie
- 1986 – Atlantis Is Calling (S.O.S. For Love)
- 1986 – Geronimo’s Cadillac
- 1986 – Give Me Peace On Earth
- 1986 – Lonely Tears in Chinatown, издаден само в Испания
- 1987 – Jet Airliner
- 1987 – Don't Worry, само в Испания
- 1987 – In 100 years
- 1998 – You’re My Heart, You’re My Soul’98
- 1998 – Brother Louie’98
- 1998 – Space Mix'98/We Take the Chance
- 1999 – No Face No Name No Number
- 1999 – You Are Not Alone
- 1999 – Sexy Sexy Lover
- 2000 – China in Her Eyes
- 2000 – Don’t Take Away My Heart
- 2001 – Win the Race
- 2001 – Last Exit to Brooklyn
- 2002 – Ready for the Victory
- 2002 – Juliet
- 2003 – Mystery
- 2003 – TV makes the Superstar

## Видеоклипове
| Видеоклип                          | Премиера | Албум                    |
| ---------------------------------- | -------- | ------------------------ |
| You’re my heart, you’re my soul    | 1984     | The 1st album            |
| You can win if you want            | 1985     | The 1st album            |
| Cheri Cheri lady                   | 1985     | Let's talk about love    |
| Brother Louie                      | 1986     | In the middle of nowhere |
| Atlantis is calling (SOS for love) | 1986     | In the middle of nowhere |
| Geronimo’s cadillac                | 1986     | In the middle of nowhere |
| Give me peace on earth             | 1986     | In the middle of nowhere |
| Jet Airliner                       | 1987     | Romantic warriors        |
| In 100 years                       | 1987     | In the garden of Venus   |
| You’re my heart, you’re my soul’98 | 1998     | Back for good            |
| Brother Louie’98                   | 1998     | Back for good            |
| You are not alone                  | 1999     | Alone                    |
| Sexy, sexy lover                   | 1999     | Alone                    |
| China in her eyes                  | 2000     | Year of the Dragon       |
| Don't take away my heart           | 2000     | Year of the Dragon       |
| Win the race                       | 2001     | America                  |
| Last exit to Brooklyn              | 2001     | America                  |
| Ready for the victory              | 2002     | Victory                  |
| Juliet                             | 2002     | Victory                  |
| TV makes the superstar             | 2003     | Universe                 |

## Турнета
- Back for Good Tour (1998)
- Alone Tour (1999)
- Year of the Dragon Tour (2000)
- America Tour (2001)
- Victory Tour (2002)
- Universe Tour (2003)

## Интересни факти
- Техният суперхит „You’re My Heart, You’re My Soul“ достига първото място в 35 страни и само той е продаден в 8,5 милиона копия.
- Вторият им сингъл е не по малко успешен от първия – 5 седмици окупира върха на класацията и трудно пада от там – №2, №2, №1, №2, №2.
- Хитът „Cheri Cheri Lady“ е третият №1 и стои 4 седмици на върха на немската класация и достига първото място в други 11 страни.
- Песента „Brother Louie“ е също №1 в 11 страни и също 4 седмици №1 в класацията на Германия, а в класацията на Великобритания е 8 седмици и достига 4 място.
- Петият сингъл „Atlantis is calling (S.O.S for love)“ също стои 4 седмици №1 в класацията на Германия и е №1 още в 4 страни.
- Модърн Токинг имат 5 сингъла №1 подред в рамките на 18 месеца и 5 поредни платинени албума за 2,5 години. Не е известно дали е надминат този рекорд.
- През 1988 година „Modern Talking“ продадените албуми достигат 85 милиона копия.
- Песента им „We take the chance“ e написана специално за световното първенство по футбол във Франция през 1998 година.
- През 1998 година в Германия, в първата седмица са продадени 700 000 копия от албума „Back for good“. Това е най-продаваният им албум – 26 милиона копия.
- През 1998 година на първия концерт в Будапеща присъстват 214 000 души и е излъчен на живо по MTV Europe.
- През декември 1998 година в Петербург – Русия концертът им е посетен от 25 000 зрители, където присъства и президента на Руската Федерация Владимир Путин.
- През 1999 година в Монте Карло „Modern Talking“ получават наградата „THE WORLD MUSIC AWARD“ в качеството на най-продавана немска поп-група в света.
- „Modern Talking“ продават 100 000 копия от албума 'Back for Good' в Южно-африканската република.
- Сингълът „Sexy Sexy Lover“ е в тор 20 в класацията на MTV Europe.
- През 2001 г. в Манчестър (Англия) те печелят наградата „Top of the Pops Award“ за най-продавана немска група.
- Песента им „Win the race“ е написана специално за автомобилното състезание „Формула 1“ по поръчка от организаторите му и изпята от Модърн Токинг.
- Папа Йоан Павел II отправя искане към „Modern Talking“ да напишат музика към диск с негови религиозни меси.
- Песните им от 80-те години са в стил евродиско.
- Песните им от 90-те години са в стил европоп.
- Четири от техните песни са в стил латино – No Face No Name No Number (1999), Maria (2001), I Need You Now (2001), Mystery (2003)
- Песента им Blackbird (2003) е типичен джаз.
- Angie’s Heart '1998 е клубен поп.
- Четири от песните им са в стил поп-рок – Blinded by your love (1987), You And Me (1987), Who Will Save The World (1987), We Are Children of the World (2002).
- Единствената им песен с 3 куплета е The Night Is Yours – The Night Is Mine (1985). Всички останали са с по 2.
- Основна тематика в песните им е любовта във всички нейни измерения.

## Награди
- 1985 – Награда „Златна Европа“ за група на годината
- 1985 – Златна награда за най-добра група – списание „Браво“
- 1985 – Награда „Златен лъв“ най-добра група
- 1986 – Награда „Златен лъв“ най-добра група
- 1986 – Награда „Сребро“ – за най-добра група – списание „Браво“
- 1998 – Награда „Златна Европа“ за най-добро завръщане на сцената
- 1998 – Награда „Бамби“ – завръщане на годината
- 1998 – Награда „Вива Комет“ – за продължителна кариера.
- 1999 – Световни музикални награди – за най-продавана немска група
- 1999 – Награда „Ехо“ – най-добра немска поп и рок група за годината
- 1999 – Награда „Ехо“ за национален сингъл в поп стил
- 1999 – „Златна камера“ – за завръщане на годината
- 1999 – Радио „Регенбоген“ – награда за завръщане на годината
- 2000 – Награда „Ехо“ – за международен поп-рок
- 2000 – Награда „Амадеус“ – за най-добра поп рок група
- 2001 – Награда „Ехо“ – за най-добра поп-рок група
- 2002 – Награда „Ехо“ – за най-добра поп-рок група
- 2002 – Награда „Върхът на попа“ – за най-добра немска група

|  | Тази страница частично или изцяло представлява превод на страницата Modern Talking в Уикипедия на руски. Оригиналният текст, както и този превод, са защитени от Лиценза „Криейтив Комънс – Признание – Споделяне на споделеното“, а за съдържание, създадено преди юни 2009 година – от Лиценза за свободна документация на ГНУ. Прегледайте историята на редакциите на оригиналната страница, както и на преводната страница, за да видите списъка на съавторите. ВАЖНО: Този шаблон се отнася единствено до авторските права върху съдържанието на статията. Добавянето му не отменя изискването да се посочват конкретни източници на твърденията, които да бъдат благонадеждни. |